# Palais Bürklin
Das Palais Bürklin war ein nach Plänen des Architekten Josef Durm errichtetes Gebäude im Stil der Neorenaissance in der Kriegstraße 166–168 in Karlsruhe.

## Geschichte
Das Gebäude wurde von dem Politiker und Reichstagsabgeordneten Albert Bürklin in Auftrag gegeben und in den Jahren 1874–1879 an der zentralen Kriegsstraße in Karlsruhe als repräsentatives Wohn- und Gesellschaftshaus gebaut und diente diesem als Stadtpalais.

## Baustil und Inneneinrichtung
Das Palais Bürklin war auf Grund seiner ausgesprochen aufwendigen und reichen Innenverzierungen ein weitbekanntes und beachtetes Gesamtkunstwerk, das verschiedene Kunststile miteinander vereinte. Verschiedene bekannte Maler und Bildhauer ihrer Zeit waren für die Schaffung der Innenausstattung verantwortlich. 
Zu diesen zählten:
- Hermann Volz (Reliefarbeiten)
- Rudolf Gleichauf (Figuren- und Wandmalereien)
- Wilhelm Klose (Wandmalereien mit griechischen und italienischen Landschaften im Stile von Carl Rottmann)
- Edmund Kanoldt (Wandmalereien)
- Ferdinand Keller (Figurenbilder)
- Ernst Schurth (Wandbilder)
- Gustav Schönleber (Wandbilder)
- Adolf Heer (Bronzeskulpturen)

Das Gebäude wurde im Zweiten Weltkrieg fast vollkommen zerstört und nicht wieder aufgebaut. An seiner Stelle befindet sich heute ein Gebäude der Sendezentrale des Südwestrundfunks.